# Charles-Joseph Pasquier
Charles-Joseph Pasquier (Fontanil-Cornillon, 9 november 1882 – Nogent-le-Rotrou, 24 november 1953), ook wel Bach genoemd, was een Franse zanger, acteur, komiek en schrijver van drama’s.
Met Henry Laverne, heeft hij meer dan 200 sketches geschreven tussen 1928 en 1938. Paul Misraki liet zich inspireren door hun sketch "Tout va bien" (Alles gaat goed) voor zijn beroemde chanson "Tout va très bien madame la marquise" (1935), uitgevoerd door het orkest van Ray Ventura. Fernand Raynaud heeft "Toto, mange ta soupe" (Toto, eet je soep op) aan hen te danken.
Pasquier overleed twee weken na zijn 71ste verjaardag, en is begraven in zijn geboortedorp Fontanil-Cornillon, waar een straat naar hem is genoemd.

## Filmografie
- 1930 : Le Tampon du capiston met Joe Francis en Jean Toulout
- 1930 : La Prison en folie
- 1931 : En bordée
- 1931 : L'Affaire Blaireau
- 1932 : L'Enfant de ma sœur
- 1932 : Le Champion du régiment
- 1933 : Tire au flanc
- 1933 : Bach millionnaire
- 1934 : Le Train de huit heures quarante-sept
- 1934 : Sidonie Panache
- 1935 : Debout là-dedans !
- 1935 : Bout de chou
- 1936 : J'arrose mes galons
- 1936 : Bach détective : Narcisse
- 1937 : Le Cantinier de la coloniale
- 1938 : Mon curé chez les riches
- 1938 : Gargousse
- 1939 : Bach en correctionnelle : Papillon
- 1939 : Le Chasseur de chez Maxim's
- 1947 : Le Charcutier de Machonville : Grasalard
- 1949 : Le Martyr de Bougival : Jules

## Chansons
- Quand Madelon (1914)
- Avec Bidasse (1914)
- La Caissière du Grand Café (1914)
- La rue de la Manutention (1919)
- Les pompiers de Nanterre (1933)

- Bibliothèque nationale de France: cb124071630 (data)
- Gemeinsame Normdatei: 1214200273
- International Standard Name Identifier: 0000 0000 5489 8806
- Library of Congress Control Number: no2009022760
- Base Léonore: 19800035/96/12025
- MusicBrainz: 7d92b9bb-fe0c-43f1-b9a9-aa91ec4c29a5
- Nationale Bibliotheek van Israël: 987007336786305171
- Système universitaire de documentation: 156087871
- Virtual International Authority File: 34544269
- WorldCat: E39PBJwRYb6wTYyrkbHbMYg3Qq